# アイドウシュチナ
アイドウシュチナ（スロベニア語: Ajdovščina、発音 [ˈaːi̯dɔu̯ʃtʃina] ( 音声ファイル)、イタリア語: Aidussina、ドイツ語: Haidenschaft）は、スロベニアの小さな町であり、そして地方行政区画としての市でもある。ヴィパーヴァ盆地に位置する。
町から20km以内にイタリアの国境があるため、街並みはイタリアの典型的な街並みに似ている。気候は地中海性気候である（冬季の最低温度は-1℃、最高温度は17℃。夏季の最低温度は20℃、最高温度は39℃）。アドリア海から14km離れたところに位置している。

## 出身者
- ヴェノ・ピロン　Veno Pilon(1896 - 1970) - 画家
- ダニロ・ロカル　Danilo Lokar - 作家
- アントン・チェベイ　Anton Čebej - 画家

## スポーツチーム
- NK プリモリェ　NK Primorje